# Kępa (Trzcianka)
Kępa (deutsch Kappe, früher Cappe) ist ein Dorf in der Gemeinde Trzcianka (Schönlanke) im Powiat Czarnkowsko-Trzcianecki (Czarnikau-Schönlanker Kreis) in der polnischen Woiwodschaft Großpolen.

## Geographische Lage
Das Kirchdorf liegt im Netzedistrikt des ehemaligen Westpreußen, etwa zwanzig Kilometer südsüdöstlich von Deutsch Krone (Wałcz), zwölf Kilometer nordöstlich von Schönlanke und etwa 80 km nördlich von Posen sowie 15 Kilometer westsüdwestlich von Schneidemühl im Dreieck zwischen den Orten Schönlanke, Niekosken und Stöwen.

## Geschichte

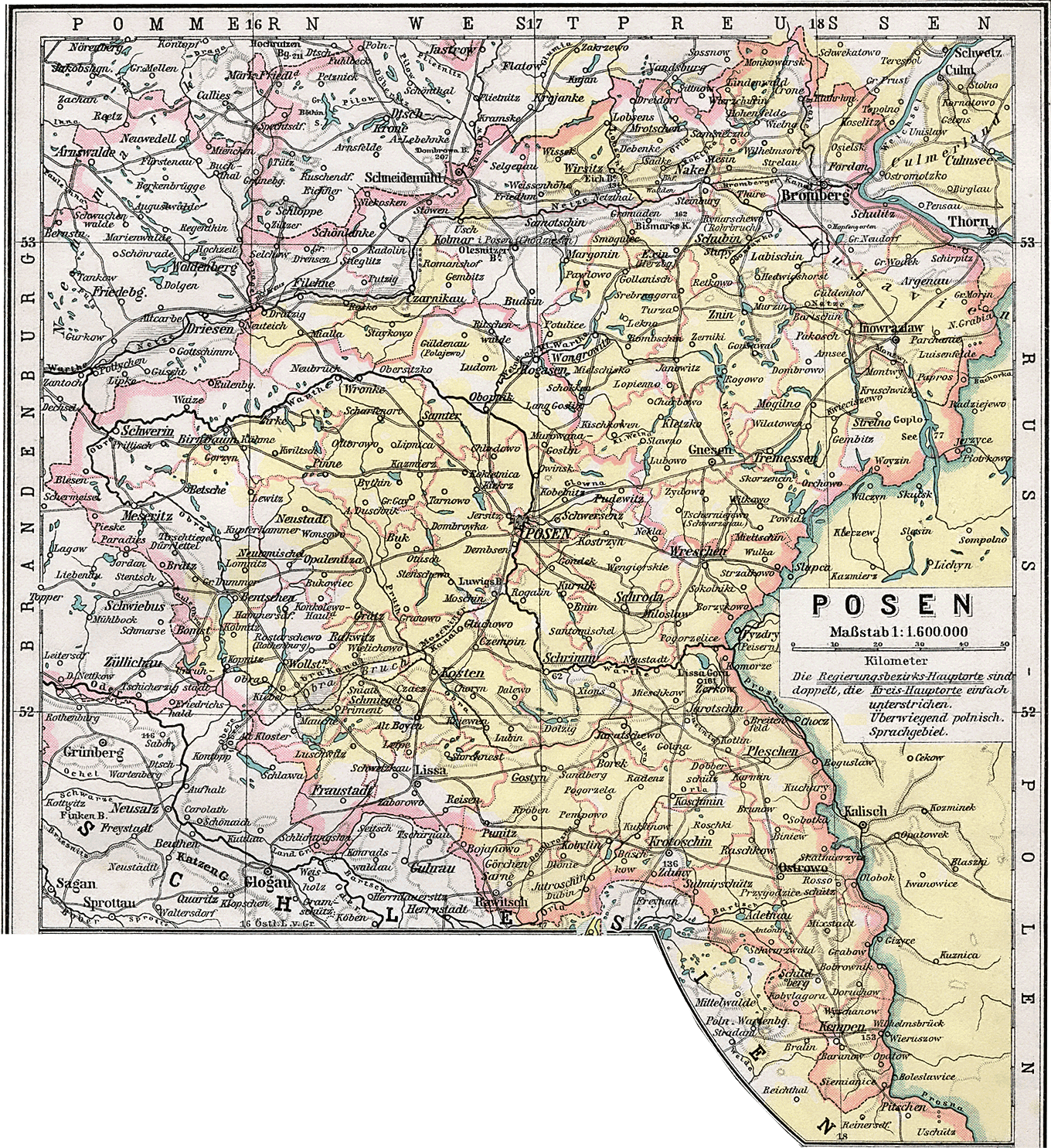
Kappe (Kreis Deutsch Krone), bei Schönlanke südwestlich der Stadt Schneidemühl – siehe obere Bildhälfte – auf einer Landkarte der Provinz Posen von 1905 (gelb markierte Flächen kennzeichnen Gebiete mit seinerzeit mehrheitlich polnischsprachiger Bevölkerung).

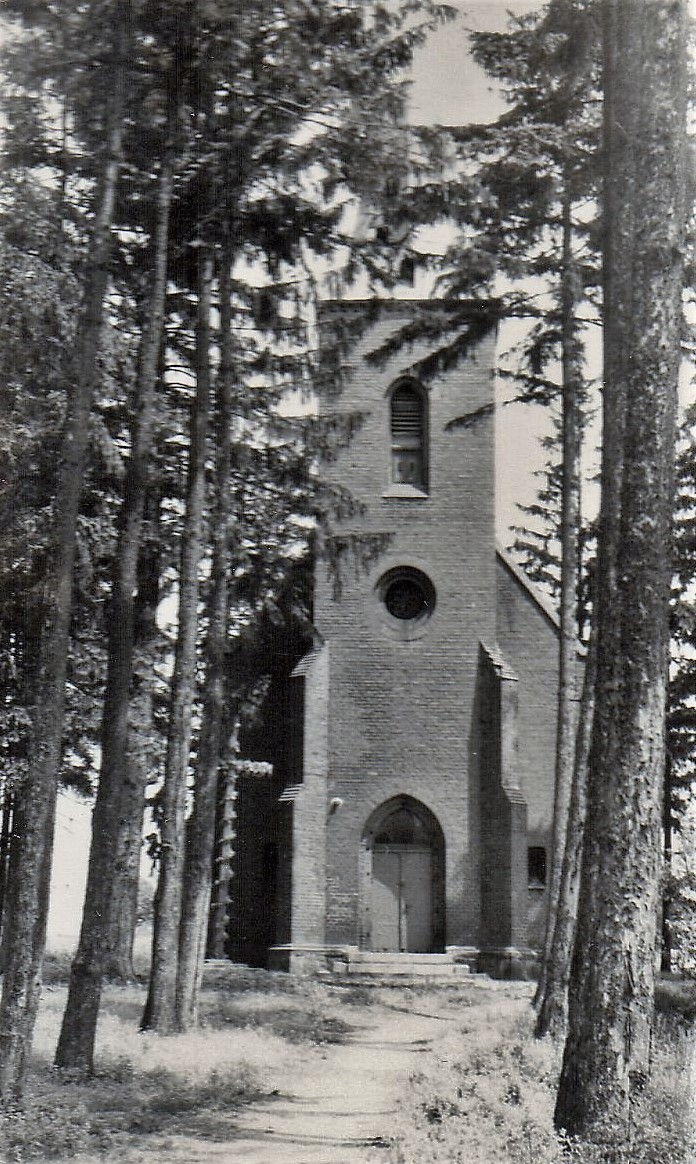
Dorfkirche, bis 1945 Gotteshaus der evangelischen Gemeinde Kappe (1971)

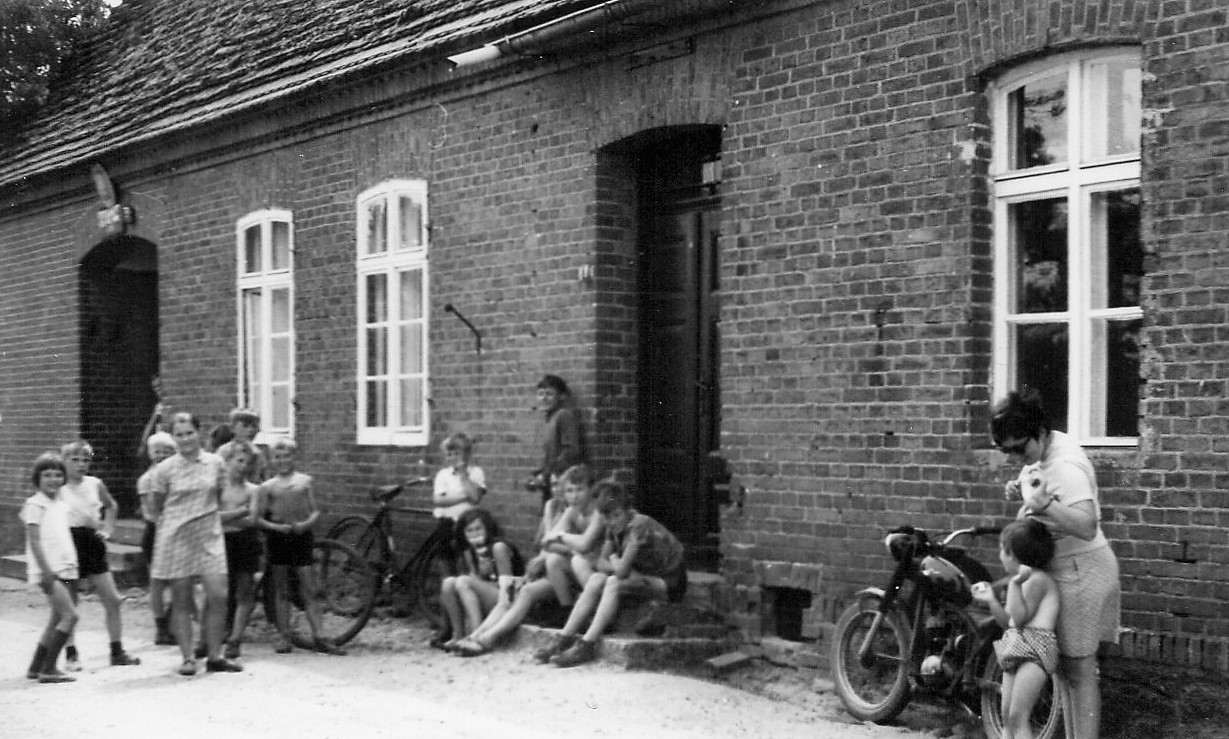
Schule (1971)

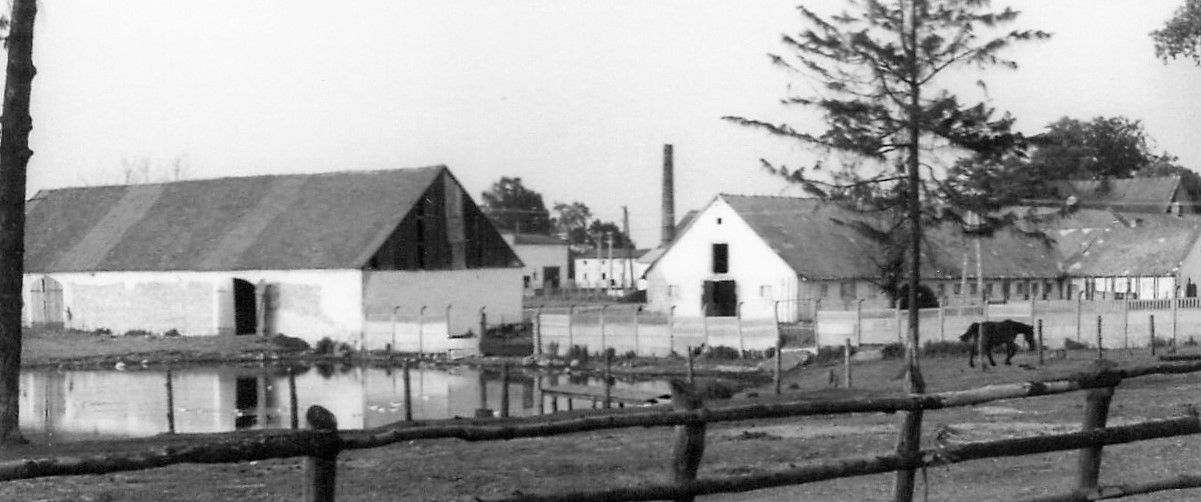
Gemeinde Kappe: Gutshof „Hütte“ (1971)

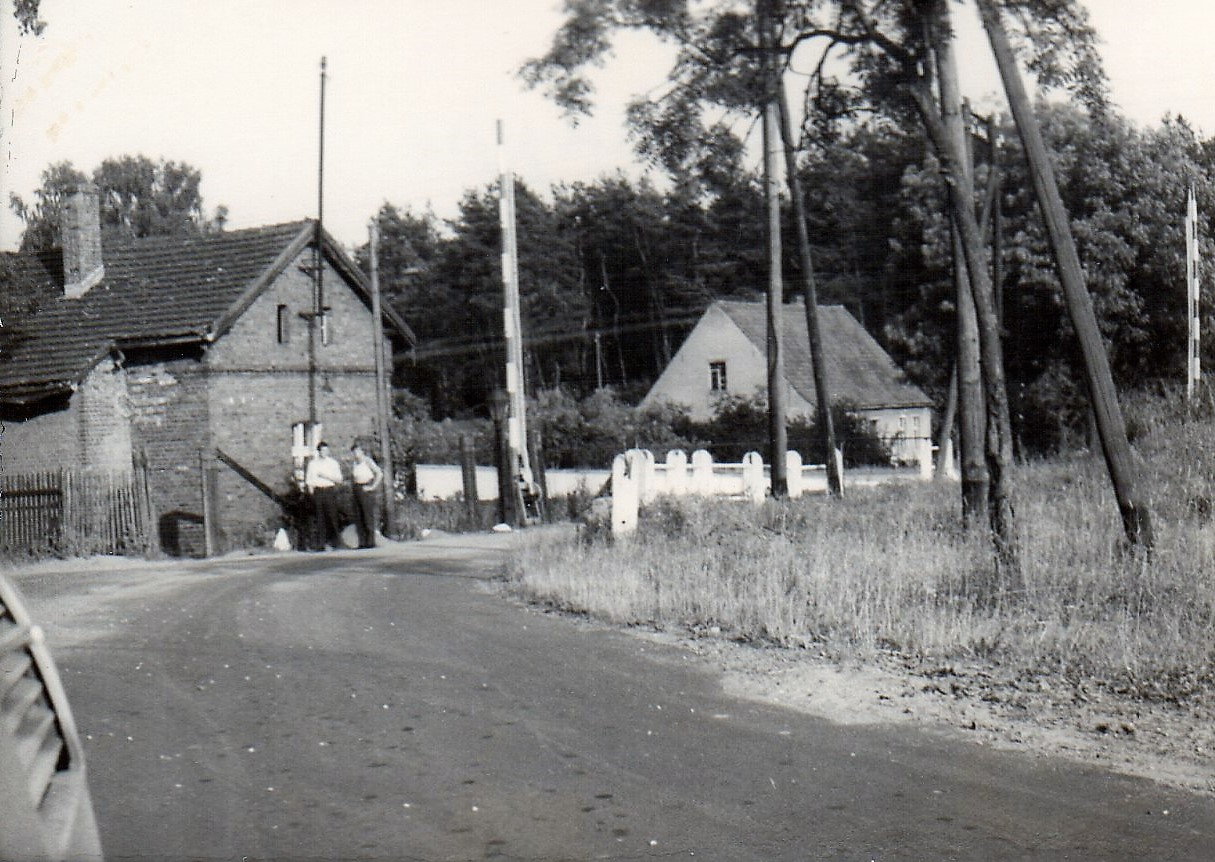
Stöwen: Bahnhofsgebäude und Bahnschranken (1971)

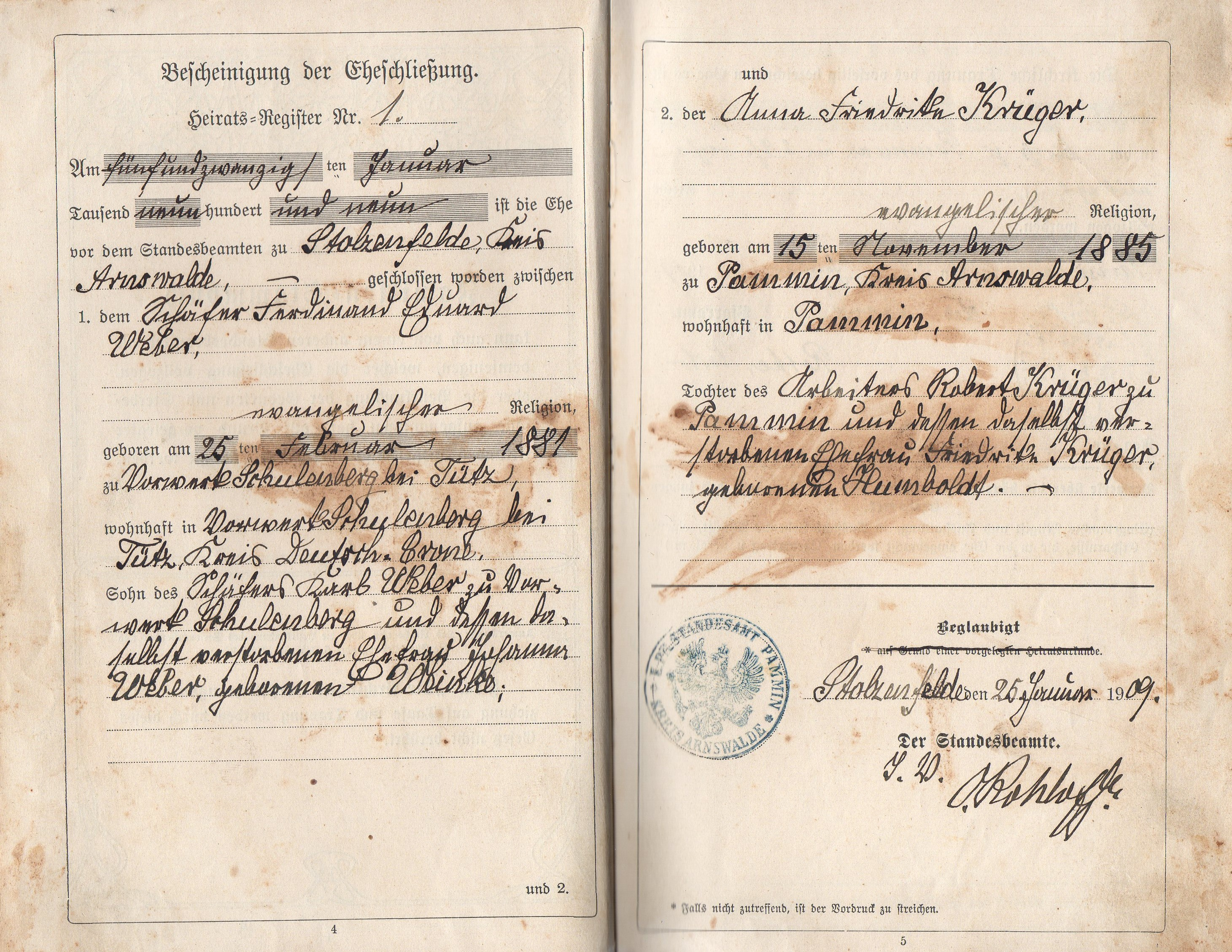
Typische Urkunde zu einer Eheschließung, hier für Ferdinand Weber & Anna Krüger / Humboldt; der Ehemann ist im 1. Weltkrieg gefallen, die Witwe lebte von 1936 bis Dez. 1945 in Kappe bei der Tochter Frieda Kriesel, die jüngere Tochter Else Blümke wohnte in Berlin (1909)

Die Grenzregion des Netzedistrikts, in der das Dorf liegt, hatte ursprünglich zum Herzogtum Pommern gehört, war vorübergehend unter polnische Herrschaft gelangt und dann an die Markgrafen von Brandenburg gekommen. Im Rahmen der Ersten Teilung Polen-Litauens kam das Dorf 1772 zusammen mit dem Landkreis Deutsch Krone an Preußen.
Das für Westpreußen typische Bauerndorf hatte vor dem Zweiten Weltkrieg 255 deutsche Einwohner, eine Schule, die als Einklassenschule eingerichtet war, eine Simultankirche für evangelische und katholische Christen, einen Einkaufsladen und eine Bäckerei, eine Poststelle und eine Gastwirtschaft. Die Gemeinde verfügte über einen Anschluss an das Elektrizitätsnetz. Die Wasserversorgung wurde auf jedem Grundstück über einen eigenen Brunnen mit Handpumpe gesichert. Zum Kochen und zur Wärmeversorgung in den Wohnhäusern wurden holzbeheizte Öfen benutzt. Weiterhin verfügten die meisten Bauernhöfe über einen eigenen Backofen zum Brot- und Kuchenbacken. Zur Konservierung von Fleischwaren wie Wurst und Schinken nutzte man Räucherkammern bzw. Fässer zum Einpökeln von Fleisch.
Neben dem eigentlichen Dorfkern mit seinem Dorfplatz, auf dem die einzelnen Straßen sternförmig mündeten, und seinem Dorfteich als Löschwasserspeicher gehörten mehrere Einzelgehöfte als sogenannte „Abbauten“ dazu. Der Ackerbau und die Viehzucht erfolgten in bäuerlichen Familienbetrieben auf eigenen Höfen, die sich unmittelbar hinter dem jeweiligen Wohnhaus befanden. Die Landwirtschaft wurde traditionell durchgeführt, wobei Pferde als Zugtiere für Transporte und Bodenbearbeitungen dienten (Traktoren und Autos waren nicht im Einsatz), während das Säen, Mähen und Ernten weitgehend Handarbeit war. Eine Mechanisierung mit Drillmaschine, Mähmaschine und Dreschmaschine mit Elektroantrieb sowie den dazugehörigen Scheunenneubau konnte sich nur eine einzige Bauernfamilie dadurch leisten, dass deren Sohn Walter Kuno Kriesel (1906–1945) von seinem 2-jährigen Arbeitsaufenthalt Anfang der 1930er Jahre in den USA die entsprechenden Erfahrungen und das notwendige Kapital mitgebracht hatte. Weitere Auslandserfahrungen für das Dorf Kappe brachte Walter Kuno Kriesel von einem längeren Italienaufenthalt mit, der ihn bis nach Palermo auf Sizilien geführt hatte.
In Sichtweite vom Dorf Kappe war der Gutshof Hütte (polnisch Rudka) gelegen, auf dem neben Ackerbau und Viehzucht im Großbauernstil auch eine gewisse Verarbeitung der Produkte in einer eigenen Molkerei und einer eigenen Brennerei durchgeführt wurde.
Die größeren Städte in der Umgebung von Kappe waren Schönlanke, die Kreisstadt Deutsch Krone sowie die freie Kreisstadt Schneidemühl (Regierungsbezirk Grenzmark Posen-Westpreußen). Die nächsten Eisenbahnstationen waren die Bahnhöfe in Stöwen (polnisch Stobno, 7 km entfernt; Teil der Gemeinde Kattun) und in Schönlanke (12 km entfernt), die sich beide an der bereits im Jahre 1851 von König Friedrich Wilhelm IV. eröffneten Preußischen Ostbahn als Hauptstrecke zwischen Schneidemühl über Küstrin a. d. Oder nach Berlin befanden (ursprünglich Alter Ostbahnhof Berlin, später Berlin Schlesischer Bahnhof; Berlin Ostbahnhof).
Während des Zweiten Weltkrieges wurden schrittweise alle wehrfähigen Männer von Kappe zum Wehrdienst eingezogen, sodass beträchtliche Lücken bei den Hauptarbeitskräften entstanden, die durch polnische Arbeitskräfte ausgeglichen wurden. Die Kriegshandlungen selbst wurden in Kappe erst direkt spürbar, als um den 25. Januar 1945 auch für diesen Ort der Räumungsbefehl erging.
Ein Treck mit Pferdewagen, auf denen die Frauen, Kinder und alten Männer sowie deren Habe untergebracht waren, steuerte gen Westen, wurde aber schon im nahe gelegenen Ort Schrotz von der Roten Armee gestoppt. Wegen heftiger Schneefälle konnte die Flucht nicht fortgesetzt werden, und die Rückkehr nach Kappe gelang nur bis zum 2 km davor liegenden Nachbarort Kegelsmühl, wo ein 4-wöchiger Zwangsaufenthalt in einer Gemeinschaftsunterkunft folgte.
Dem Landwirt und Pferdezüchter Reinhard Kriesel (1876–1958) gelang es, dem sowjetischen Kommandanten auf dem Gutshof „Hütte“, der eine berittene ukrainische Armeeeinheit mit etwa 50 Pferden befehligte und perfektes Deutsch sprach, seine speziellen Kenntnisse über Pferde anzutragen und zugleich die Rückkehr aller verbliebenen Dorfbewohner nach Kappe zu erlangen. Diese mutige Aktion des Reinhard Kriesel war nicht ungefährlich, weil sie Ende Februar 1945 erfolgte und sich Kappe noch am Rande der Kampfzone befand; er wurde dabei von seinem Enkel Konrad Schmidt (1935–2016) freiwillig begleitet, der damals erst 9 Jahre und 5 Monate alt war. Alle Dorfbewohner mussten nach ihrer Rückkehr dann auf dem Gutshof für den Lebensmittelnachschub der Roten Armee arbeiten. Diese Menschen in Kappe lebten das ganze Jahr 1945 völlig abgeschnitten von der Außenwelt, es gab keinen elektrischen Strom, somit weder elektrische Beleuchtung noch Radio, aber auch keine Zeitungen, nur das Kriegsende am 8. Mai 1945 wurde durch die Siegesfeier der Roten Armee auf dem Gutshof „Hütte“ am 9. Mai 1945 offenbar. Kurz vor Weihnachten 1945 teilte der Kommandant den Rückzug seiner Truppe in die Sowjetunion mit.
Im Jahr 1945 gehörte Kappe zum Landkreis Deutsch Krone im Regierungsbezirk Grenzmark Posen-Westpreußen der preußischen Provinz Pommern des Deutschen Reichs. Kappe war dem Amtsbezirk Krummfließ zugeordnet.
Nach Beendigung der Kampfhandlungen war die Region seitens der sowjetischen Besatzungsmacht zusammen mit ganz Hinterpommern und der südlichen Hälfte Ostpreußens – militärische Sperrgebiete ausgenommen – der Volksrepublik Polen zur Verwaltung überlassen worden. Es wanderten nun Polen zu. Kappe wurde unter der polnischen Ortsbezeichnung „Kępa“ verwaltet. Die einheimische Bevölkerung wurde von der polnischen Administration aus Kappe vertrieben.
Bis 1945 hatte die Verwaltung der öffentlichen Angelegenheiten von Kappe generell ein nebenamtlicher Bürgermeister besorgt, dessen Aufgaben zuletzt von dem über 70-jährigen Adolf Kriesel (etwa 1873–1960) wahrgenommen wurden, bis die deutsche Bevölkerung Ende 1945 das Dorf vollständig verlassen hatte. Alle verbliebenen Einwohner mussten über den Bahnhof Stöwen mit einem völlig überfüllten Personenzug ihr Heimatdorf in Richtung Westen verlassen. Im total zerstörten Küstrin gelangte man zu Fuß auf einer Hilfsbrücke über die Oder in sicheres Gebiet, am Heiligen Abend 1945 erreichte man das zerbombte und zerschossene, inzwischen aber schon etwas aufgeräumte Berlin und konnte hier weitgehend bei Verwandten und Bekannten unterkommen. Die einheimische Bevölkerung von Kappe wurde hauptsächlich auf das Gebiet nördlich der Linie Berlin-Hannover und auf Mitteldeutschland verteilt: Berlin, Espelkamp, Hamburg, Eddelak, Heikendorf bei Kiel, Forkenbeck bei Rostock, Demmin, Spantekow bei Anklam sowie Alsleben / Saale, Leipzig bis hin nach Grünwald / München, sodass der deutsche Dorfverband Kappe völlig zerfiel.
| Jahr | Einwohner | Anmerkungen                                                                                          |
| ---- | --------- | --- |
| 1783 | –         | Gratial-Bauerndorf, elf Feuerstellen (Haushaltungen), im Netzedistrikt, Kreis Krone                  |
| 1818 | 62        | adliges Dorf, Amt Rose                                                                               |
| 1864 | 226       | davon 193 Evangelische und 33 Katholiken                                                             |
| 1910 | 247       | am 1. Dezember, davon 215 Evangelische und 33 Katholiken; drei Personen mit polnischer Muttersprache |
| 1925 | 356       | darunter 313 Protestanten und 35 Katholiken                                                          |
| 1933 | 280       | [ 9 ]                                                                                                |
| 1939 | 256       | [ 9 ]                                                                                                |

Beispiele von Gesichtern der vor 1945 anwesenden Dorfbevölkerung
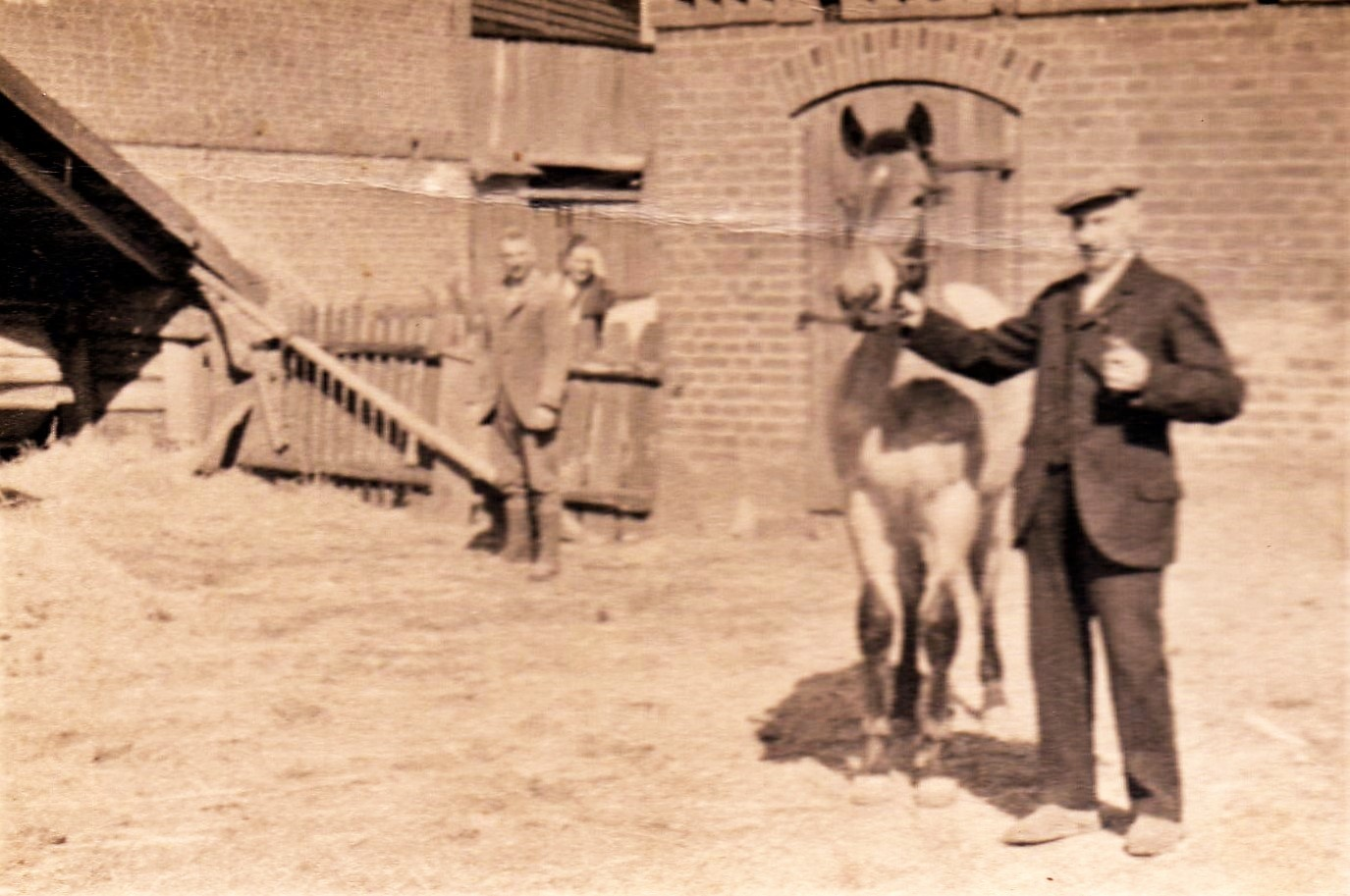
Landwirt und Pferdezüchter Reinhard Kriesel mit Sohn Walter Kuno (1936)
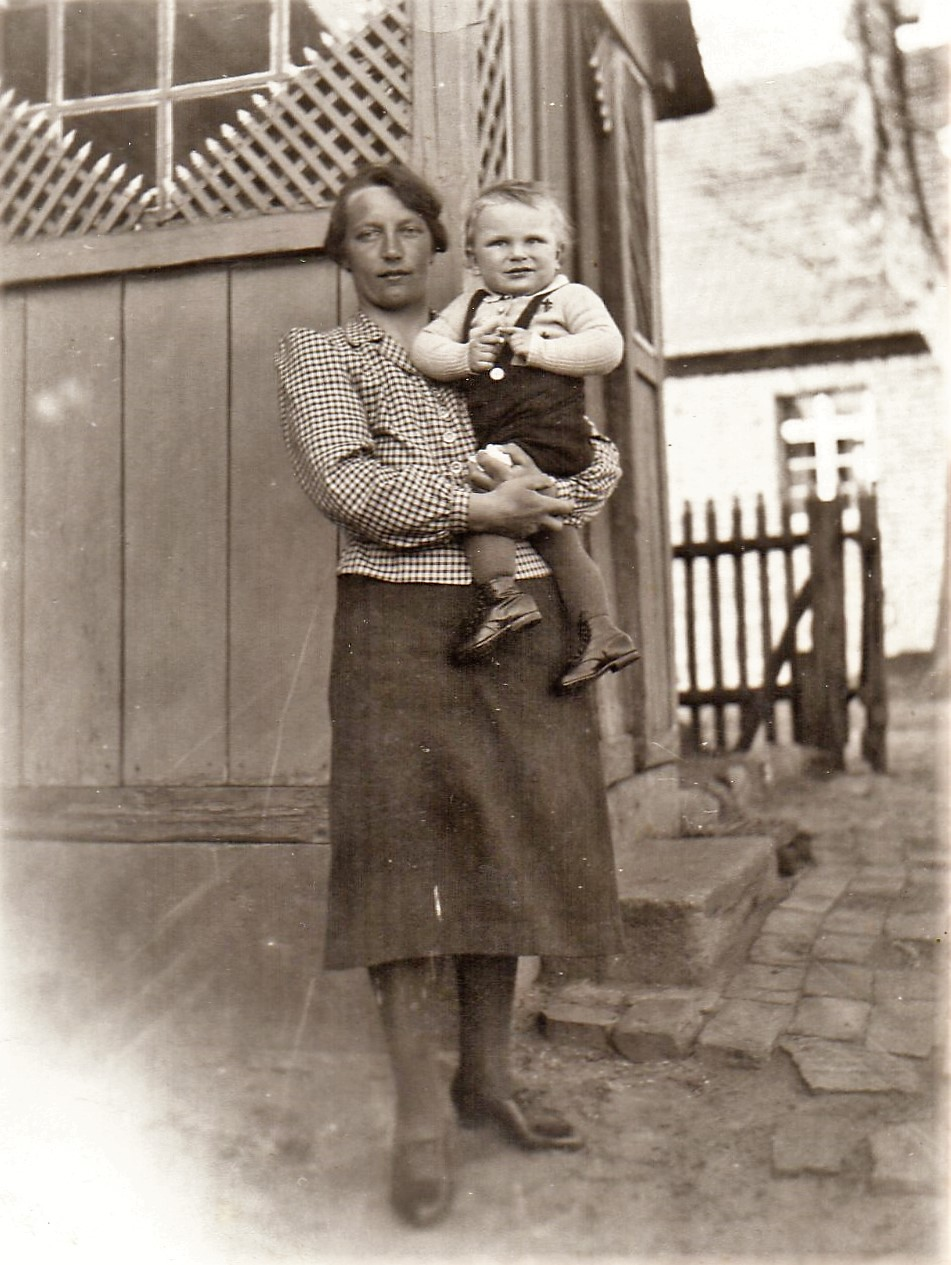
Bäuerin Frieda Herta Anna Kriesel, geb. Weber, mit Sohn Werner Reinhard Ferdinand (1942)
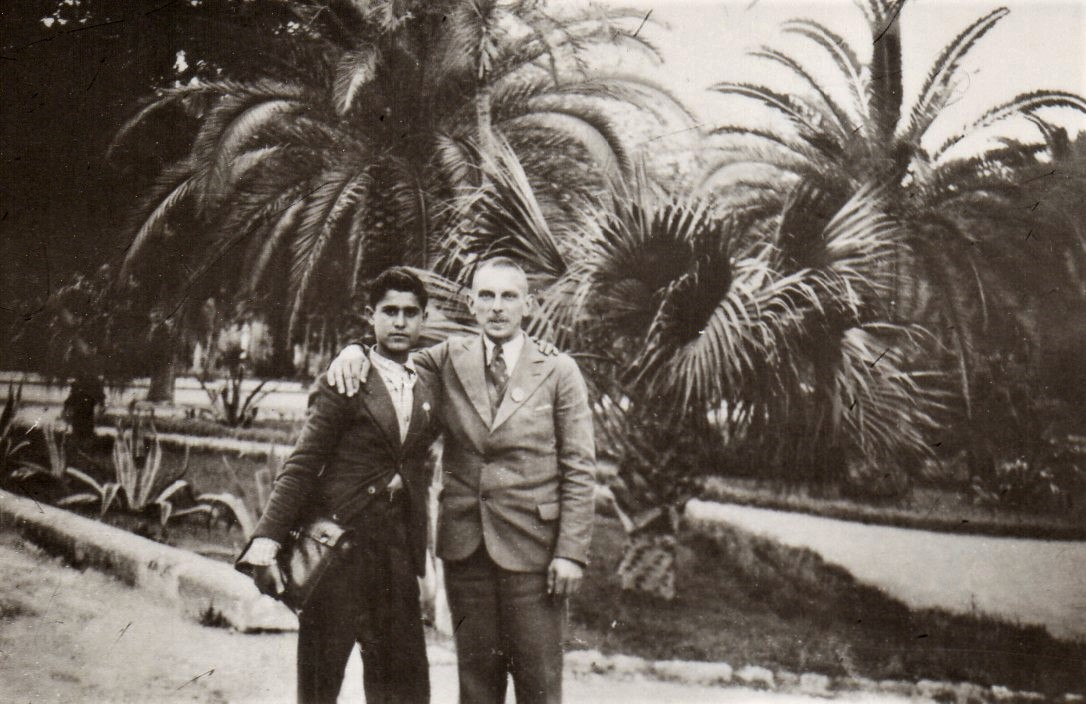
Walter Kuno Kriesel (rechts) (aufgenommen in Palermo Italien, 1937)
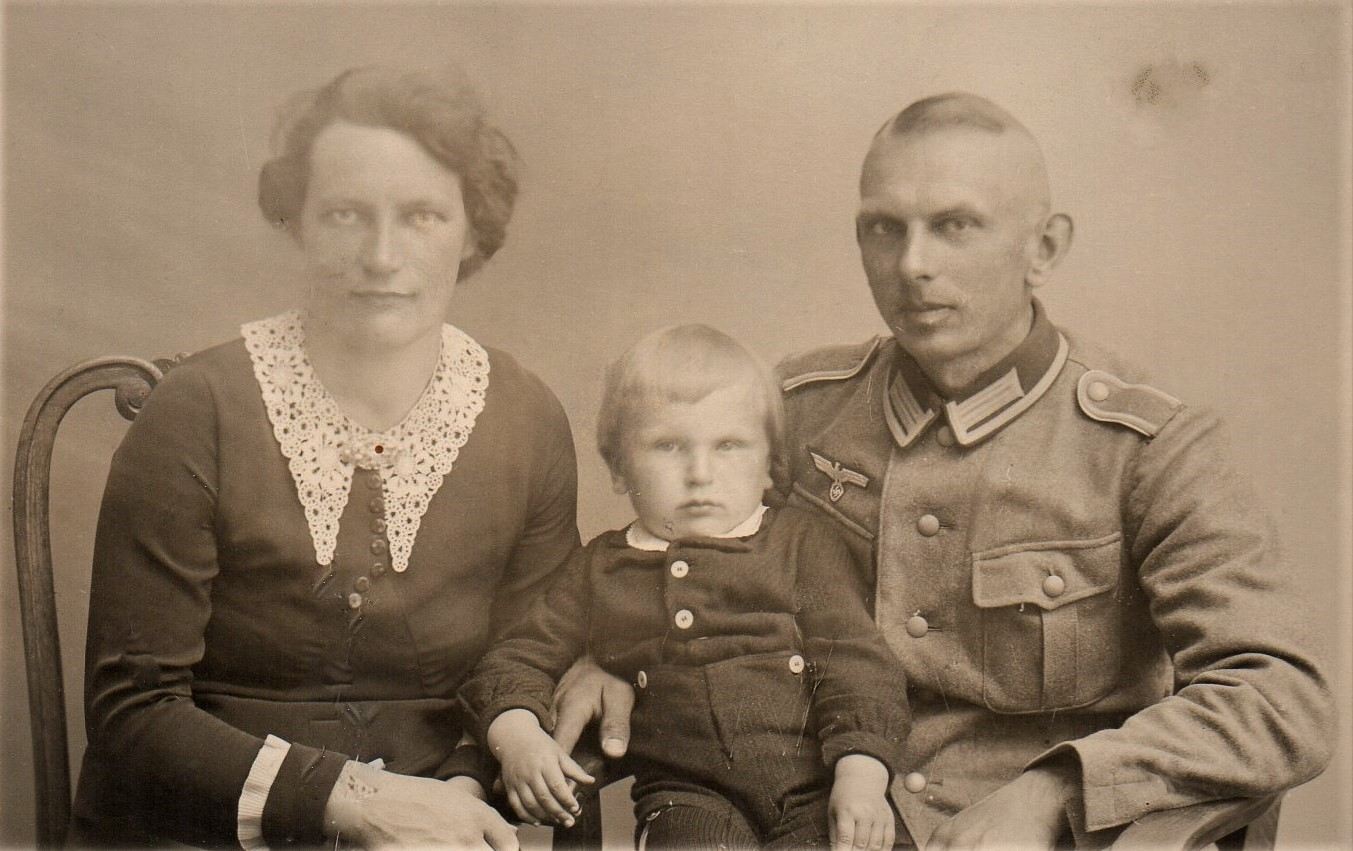
Walter Kuno Kriesel, auf Heimaturlaub im Zweiten Weltkrieg, mit Ehefrau Frieda und Sohn Werner (1943)
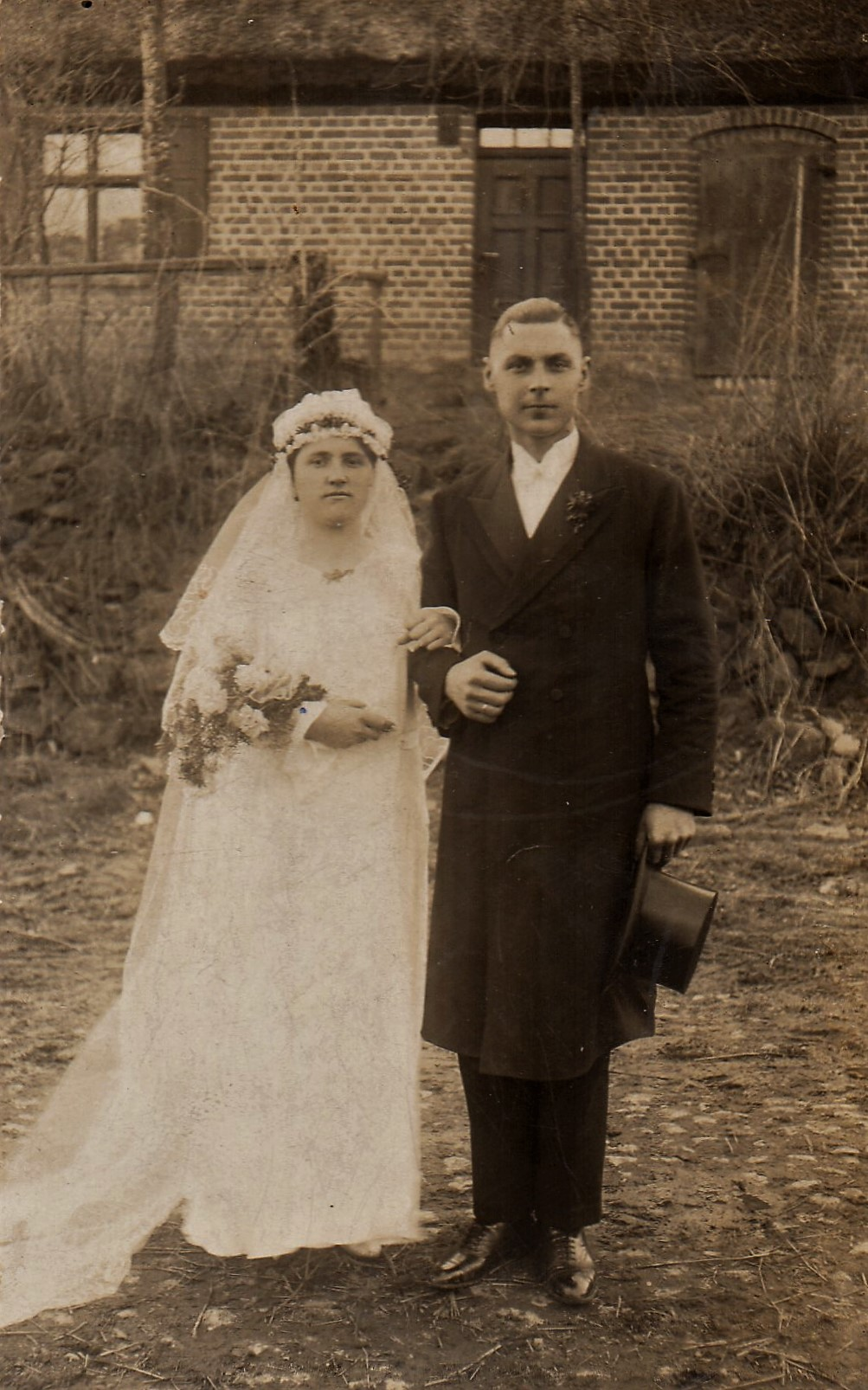
Bauernhochzeit (1934)

## Landgemeinde Kappe
Die Gemeinde Kappe war eine Gebietskörperschaft mit einer Flächengröße von 9,7 km². Innerhalb der Gemeindegrenzen gab es 5 Wohnorte, von denen der Hauptwohnort Kappe für diese Landgemeinde namensgebend war:
- Glückauf
- Junkermühl
- Kappe
- Kleinmühl
- Krummfließerhütte.

An allen fünf Wohnorten der Gemeinde standen damals insgesamt 44 bewohnte Wohnhäuser sowie die zugehörigen Stallungen und Scheunen.
Die Gemeinde Kappe hatte im Jahre 1925 eine Wohnbevölkerung von 356 Einwohnern, von denen 172 männlich (48,3 %) und 184 weiblich (51,7 %) waren. Es lebten somit im Durchschnitt 8,1 Einwohner je Haus bzw. 36,7 Einwohner auf einem km². Die Bevölkerung in der Gemeinde Kappe wohnte in 69 Haushaltungen (5,2 Einwohner im Haushalt bzw. 1,6 Haushaltungen je Wohnhaus). Das Standesamt befand sich in Krummfließ.
Mit 313 Protestanten (87,9 %) war 1925 die große Mehrheit der Einwohner in der Gemeinde Kappe evangelischen Glaubens, weiterhin gab es 35 Katholiken (9,8 %). Die evangelischen Bewohner der Gemeinde Kappe gehörten zum Kirchspiel Groß Wittenberg (ev. Pfarrer 1936–1945: Erwin Weiß), das katholische Kirchspiel war in Rose.

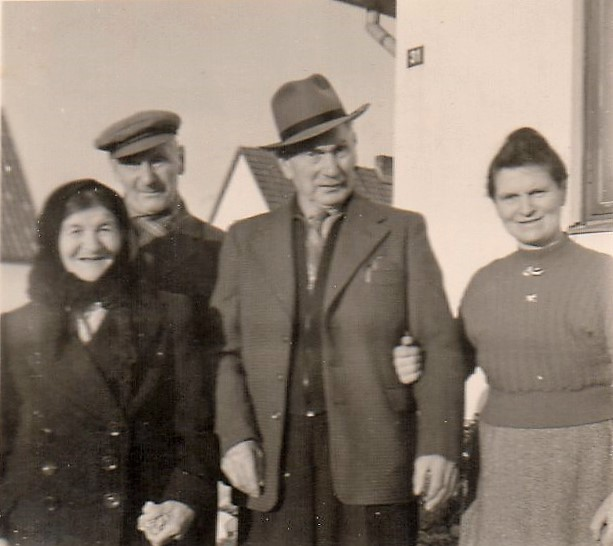
Ehemaliger Bürgermeister von Kappe Adolf Kriesel (Mitte), umgesiedelt nach Espelkamp – 10 Jahre nach der Umsiedlung bei Bruder Reinhard Kriesel und dessen Ehefrau Amanda, geb. Schwanke / Berlin sowie Tochter Luise Schmidt vor deren neu erbautem eigenem Haus in neuer Siedlung von Heikendorf bei Kiel (1956)

Die Verwaltung der öffentlichen Angelegenheiten von Kappe hatte ein nebenamtlicher Bürgermeister besorgt, dessen Aufgaben zuletzt von dem über 70-jährigen Adolf Kriesel (etwa 1873–1960) wahrgenommen wurden, bis die deutsche Bevölkerung Ende 1945 das Dorf vollständig verlassen hatte.
Eine Landgemeinde war generell eine Gebietskörperschaft auf der untersten Verwaltungsebene. Der Gemeindeverwaltung stand ein auf 6 Jahre gewählter Gemeindevorsteher vor, der seit den 1930er Jahren als Bürgermeister bezeichnet wurde. Zudem gab es einen Gemeinderat. Für die Ortspolizei der Gemeinde Kappe war der Amtsvorsteher des Amtsbezirks Krummfließ zuständig. Für die Liegenschaftsangelegenheiten war das Katasteramt und für die Steuern das Finanzamt sowie für die Gerichtsbarkeit das Amtsgericht in Deutsch Krone zuständig, das Gewerbeaufsichtsamt war ebenfalls hier. Die zuständige Landwirtschaftskammer, die Handwerkskammer sowie die Industrie- und Handelskammer waren in Schneidemühl. Das zuständige Oberbergamt war in Breslau.

## Kępa als Teil der Gmina Trzcianka

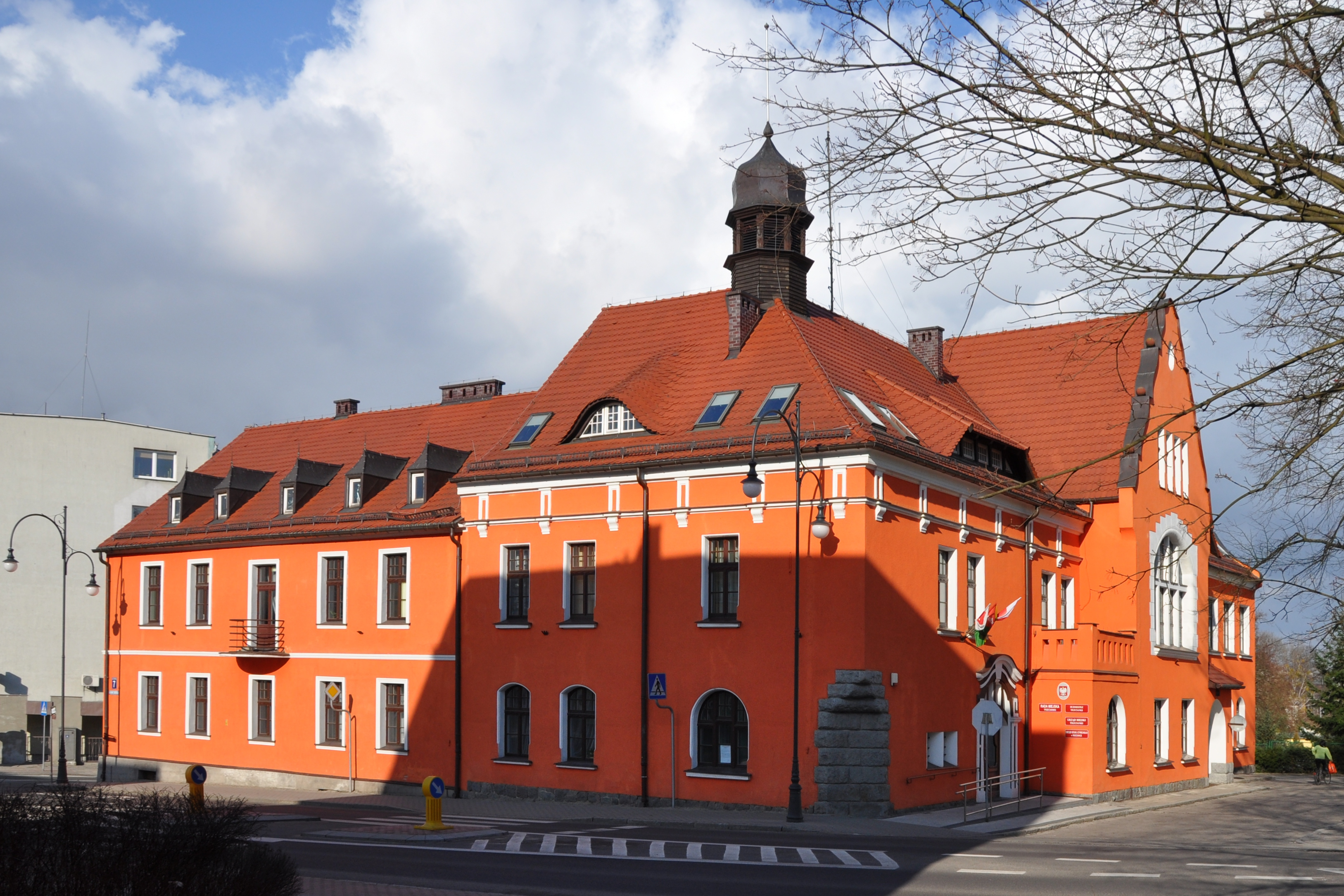
Rathaus der Stadt- und Landgemeinde Trzcianka / Schönlanke, zu der die Ortschaft Kępa gehört (2011)

Seit 1946 ist die Neubesiedelung von Kappe und Hütte durch polnische Einwohner erfolgt, die ihrerseits auch als Umsiedler gekommen sind aus den ehemaligen polnischen Ostgebieten, die von Polen abgetrennt und der Sowjetunion zugeschlagen wurden.
Das Dorf Kępa wird inzwischen aus dem Rathaus der Stadt- und Landgemeinde (Gmina) Trzcianka verwaltet, die ein Gebiet mit 24.000 Einwohnern umfasst. Zur Gmina Trzcianka gehören – neben der Stadt Trzcianka – weitere 36 Ortschaften. Ihr Gebiet liegt zwischen der Grenze zur Woiwodschaft Westpommern im Nordwesten und dem Fluss Netze im Südosten. Nachbargemeinden der Gmina Trzcianka sind:
- Czarnków (Czarnikau) und Wieleń (Filehne) im Powiat Czarnkowsko-Trzcianecki,
- Szydłowo (Groß Wittenberg) und Ujście ((Deutsch) Usch) im Powiat Pilski (Kreis Schneidemühl), sowie
- Człopa (Schloppe) und Wałcz (Deutsch Krone) im Powiat Wałecki (Kreis Deutsch Krone), bereits in der Woiwodschaft Westpommern gelegen.

## Persönlichkeiten der Landgemeinde
- Konrad Schmidt (1935–2016), deutscher Diplom-Verwaltungswirt; Postoberrat bei der Oberpostdirektion Kiel; Geschäftsführer für Personal bei der Telekom Immobilien GmbH Kiel (geboren in Schneidemühl, lebte in Kappe von 1935 bis 1939 und von Jan. bis Dez. 1945, dazwischen in Ludom / Ludomy)
- Werner Kriesel (1941–2022), deutscher Professor für Automation und Kommunikation (geboren in Kappe, lebte hier bis Dez. 1945)